# Sanluri
Sanluri (en sard Seddori) és un municipi sard, situat a la regió de Sardenya i a la província de Sardenya del Sud. L'any 2006 tenia 8.566 habitants. Es troba a la regió de Marmilla. Limita amb els municipis de Furtei, Lunamatrona, Samassi, San Gavino Monreale, Sardara, Serramanna, Serrenti, Villacidro, Villamar i Villanovaforru.

## Història
La pau de Sanluri de 1355 fou signada entre Marià IV d'Arborea i Pere el Cerimoniós: tancà la participació de la corona d'Aragó en la Guerra venecianogenovesa. Marià obtingué l'autonomia per al jutjat i Pere el Cerimoniós ocupà novament l'Alguer, que fou repoblat per catalans.
La batalla de Sanluri tingué lloc el 30 de juny de 1409, entre l'exèrcit de la corona d'Aragó i l'exèrcit sard del jutjat d'Arborea.

## Administració
| Període | Identitat        | Partit        |
| ------- | ---------------- | ------------- |
| 2005-   | Alessandru Collu | Llista cívica |